# Atletica leggera ai Giochi della XVII Olimpiade - Lancio del giavellotto maschile

Video della Finale (filmato in B/N))

La competizione del lancio del giavellotto maschile di atletica leggera ai Giochi della XVII Olimpiade si è disputata nei giorni 7 e 8 settembre 1960 allo Stadio Olimpico di Roma.

## L'eccellenza mondiale
| Campione olimpico 1956   | 85,71      | Egil Danielsen  | Presente |
| Campione europeo 1958    | 80,18      | Janusz Sidło    | Presente |
| Primatista mondiale      | 86,04 1959 | Albert Cantello | Presente |
| Vincitore dei Trials USA | 84,61      | Albert Cantello | Presente |

## Risultati

### Turno eliminatorio
Qualificazione74,00 m
Tredici atleti ottengono la misura richiesta. La miglior prestazione appartiene al polacco Janusz Sidło, secondo a Melbourne, con 85,14 m. Fra gli eliminati c'è anche il campione olimpico uscente Egil Danielsen.
| Pos. | Atleta                 | Nazione                   | Lanci | Lanci | Lanci | Misura | Pos. Finale |
| Pos. | Atleta                 | Nazione                   | 1°    | 2°    | 3°    | Misura | Pos. Finale |
| ---- | ---------------------- | ------------------------- | ----- | ----- | ----- | ------ | ----------- |
| 1    | Janusz Sidło           | Polonia                   | 85,14 | -     | -     | 85,14  | 1           |
| 2    | Viktor Cybulenko       | Unione Sovietica          | 67,50 | 79,70 | -     | 79,70  | 3           |
| 3    | Walter Krüger          | Squadra Unificata Tedesca | 63,93 | 78,81 | -     | 78,81  | 4           |
| 4    | Willy Rasmussen        | Norvegia                  | 73,80 | 77,95 | -     | 77,95  | 5           |
| 5    | Knut Fredriksson       | Svezia                    | 67,21 | 75,28 | -     | 75,28  | 8           |
| 6    | Zbigniew Radziwonowicz | Polonia                   | 74,86 | -     | -     | 74,86  | 10          |
| 7    | Terje Pedersen         | Norvegia                  | 74,67 | -     | -     | 74,67  | 12          |
| 8    | Erich Ahrendt          | Squadra Unificata Tedesca | 72,99 | 73,29 | 71,60 | 73,29  | 16          |
| 9    | Egil Danielsen         | Norvegia                  | 69,26 | 72,66 | 72,93 | 72,93  | 17          |
| 10   | Myron Anyfantakis      | Grecia                    | 59,40 | 69,53 | n     | 69,53  | 21          |
| 11   | Alexandru Bizim        | Romania                   | 68,92 | 67,10 | 57,90 | 68,92  | 22          |
| 12   | William Alley          | Stati Uniti               | 62,02 | 67,36 | 68,66 | 68,66  | 23          |
| 13   | Alfonso de Andrés      | Spagna                    | 59,84 | 60,84 | 54,70 | 60,84  | 26          |
| 14   | Abdul Wardak           | Afghanistan               | 53,64 | 54,20 | n     | 54,20  | 28          |

| Pos. | Atleta                  | Nazione                   | Lanci | Lanci | Lanci | Misura | Pos. Finale |
| Pos. | Atleta                  | Nazione                   | 1°    | 2°    | 3°    | Misura | Pos. Finale |
| ---- | ----------------------- | ------------------------- | ----- | ----- | ----- | ------ | ----------- |
| 1    | Albert Cantello         | Stati Uniti               | n     | 69,69 | 79,72 | 79,72  | 2           |
| 2    | Mart Paama              | Unione Sovietica          | 68,69 | 76,36 | -     | 76,36  | 6           |
| 3    | Väinö Kuisma            | Finlandia                 | 75,93 |       |       | 75,93  | 7           |
| 4    | Hermann Salomon         | Squadra Unificata Tedesca | 69,57 | 75,12 | -     | 75,12  | 9           |
| 5    | Carlo Lievore           | Italia                    | 74,82 | -     | -     | 74,82  | 11          |
| 6    | Gergely Kulcsár         | Ungheria                  | 74,40 | -     | -     | 74,40  | 13          |
| 7    | Ivan Sivopljasov        | Unione Sovietica          | 60,65 | 73,85 | 71,93 | 73,85  | 14          |
| 8    | Michel Macquet          | Francia                   | 73,74 | n     | 69 15 | 73,74  | 15          |
| 9    | Léon Syrovatski         | Francia                   | 67,81 | 71,59 | 71,54 | 71,59  | 18          |
| 10   | Urs von Wartburg        | Svizzera                  | 71,56 | 0,00  | 68,92 | 71,56  | 19          |
| 11   | Muhammad Nawaz          | Pakistan                  | n     | 70,05 | 67,40 | 70,05  | 20          |
| 12   | Baruch Feinberg         | Israele                   | 68,24 | 62,81 | 65,94 | 68,24  | 24          |
| 13   | Terence Beucher         | Stati Uniti               | n     | 61,59 | 68,11 | 68,11  | 25          |
| 14   | Salah Abdul Hamid Majid | Iraq                      | 57,52 | 54,18 | 52,25 | 57,52  | 27          |

### Finale
Caso veramente raro, 8 dei 12 finalisti realizzano il loro miglior lancio al primo turno; inoltre i quattro migliori lanci di tutta la gara vengono effettuati sempre al primo turno.
Il sovietico Tsibulenko, alla sua terza olimpiade, stabilisce il proprio primato personale lanciando a 84,64. A sorpresa, il secondo miglior lancio è del tedesco Krüger con 79,36. Nel resto della finale nessuno dei primi quattro si migliora e Tsibulenko, unico a lanciare al di sopra degli 80 metri, vince con oltre 5 metri sul secondo classificato.
Janusz Sidło, che in qualificazione aveva lanciato a 85,14 m, non va oltre l'ottavo posto con 76,46; peggio di lui si classifica il primatista mondiale Cantello, decimo con 74,40.
| Pos.    | Atleta                 | Età | Nazione                   | Lanci               | Lanci               | Lanci               | Lanci               | Lanci               | Lanci               | Misura              |
| Pos.    | Atleta                 | Età | Nazione                   | 1°                  | 2°                  | 3°                  | 4°                  | 5°                  | 6°                  | Misura              |
| ------- | ---------------------- | --- | ------------------------- | ------------------- | ------------------- | ------------------- | ------------------- | ------------------- | ------------------- | ------------------- |
| Oro     | Viktor Cybulenko       | 30  | Unione Sovietica          | 84,64               | 76,59               | 76,46               | n                   | 67,73               | n                   | 84,64               |
| Argento | Walter Krüger          | 30  | Squadra Unificata Tedesca | 79,36               | 66,51               | 71,29               | 75,23               | 72,62               | n                   | 79,36               |
| Bronzo  | Gergely Kulcsár        | 26  | Ungheria                  | 78,57               | 77,60               | 68,56               | 73,20               | n                   | n                   | 78,57               |
| 4       | Väinö Kuisma           | 26  | Finlandia                 | 78,40               | 74,08               | 74,45               | 67,75               | 76,38               | 74,69               | 78,40               |
| 5       | Willy Rasmussen        | 23  | Norvegia                  | n                   | 67,62               | 78,36               | n                   | n                   | 69,55               | 78,36               |
| 6       | Knut Fredriksson       | 30  | Svezia                    | 69,70               | 78,33               | 64,29               | 72,53               | 78,01               | 68,51               | 78,33               |
| 7       | Zbigniew Radziwonowicz | 30  | Polonia                   | 73,58               | 77,31               | 74,47               | Non qualificati     | Non qualificati     | Non qualificati     | 77,31               |
| 8       | Janusz Sidło           | 27  | Polonia                   | 76,46               | 76,43               | 71,93               | Non qualificati     | Non qualificati     | Non qualificati     | 76,46               |
| 9       | Carlo Lievore          | 23  | Italia                    | 64,43               | 72,47               | 75,21               | Non qualificati     | Non qualificati     | Non qualificati     | 75,21               |
| 10      | Albert Cantello        | 29  | Stati Uniti               | 74,70               | 71,00               | 71,10               | Non qualificati     | Non qualificati     | Non qualificati     | 74,70               |
| 11      | Mart Paama             | 22  | Unione Sovietica          | 74,56               | 72,59               | 70,43               | Non qualificati     | Non qualificati     | Non qualificati     | 74,56               |
| 12      | Hermann Salomon        | 22  | Squadra Unificata Tedesca | 74,11               | n                   | 72,95               | Non qualificati     | Non qualificati     | Non qualificati     | 74,11               |
| NC      | Terje Pedersen         | 17  | Norvegia                  | Non si è presentato | Non si è presentato | Non si è presentato | Non si è presentato | Non si è presentato | Non si è presentato | Non si è presentato |